# Jean-Claude Kolly
Jean-Claude Kolly (* 7. Juli 1961 in Freiburg im Üechtland) ist ein Schweizer Dirigent.

## Biografie
Kolly ist in Le Mouret aufgewachsen. Er besuchte das Lehrerseminar in Freiburg und arbeitete später als Primarlehrer in Ependes und Marly. Am Konservatorium Freiburg studierte er Klavier und Trompete, danach bildete er sich in theoretischen Fächern, Gesang und Orchestration weiter.
Am Konservatorium Freiburg erhielt er auch das Lehrdiplom für Musikunterricht für die Oberstufe.
Am Konservatorium Lausanne studierte er die Fächer Direktion, Orchestration und Komposition unter der Leitung von Hervé Klopfenstein und Jean Balissat. Im Frühling 1988 erhielt er das Diplom in Orchesterdirektion.
Seit 1993 dirigiert er die La Concordia Fribourg. Er war auch Dirigent verschiedener anderer Formationen, unter anderem dem Chor Lè Tsèrdziniolé aus Treyvaux, die Harmonie municipale aus Vevey, die Brass Band aus Freiburg und während 35 Jahre bei der Musikgesellschaft Gérinia aus Marly.
Stetig auf der Suche nach weiterer Verbesserung hat er die Gelegenheit gehabt auf internationalem Niveau mit Eugen Corporon (USA), Howard Snell (GB), Keith Wilkinson (GB), Derek Bourgeois (GB) und Henk van Lijnschooten (NL) zusammenzuarbeiten.
Verschiedene Blasorchester haben mit ihm als Gastdirigent zusammengearbeitet. Im Speziellen sind dies le littoral neuchâtelois, Orphéon (Kanton Waadt), das Freiburger Harmonieorchester, l’orchestre d’harmonie Shostakovich (Kanton Jura), das BlasOrchester SenseSee und das Nationale Jugendblasorchester.
Regelmässig wird als Experte an regionalen, kantonalen, eidgenössischen und internationalen Wettbewerben engagiert. Bei diesen Gelegenheiten hat er ebenfalls die Möglichkeit, sich auf diesem Gebiet durch den Austausch mit anderen Jurymitgliedern zu perfektionieren.
Kolly unterrichtet an der Hochschule für Musik in Lausanne und am Konservatorium Freiburg Blasmusikdirektion sowohl für Amateure als auch im professionellen Bereich (Bachelor- und Masterstudiengang).
Von der CISM wurde er als Ausbildner für die professionelle Juryausbildung für Musikwettbewerbe engagiert.
Er hat zwei erwachsene Kinder und lebt mit seiner Ehefrau in Montévraz.